# Waldstadion – Live in Frankfurt 2018
Waldstadion – Live in Frankfurt 2018 ist ein Videoalbum der deutschen Rockband Böhse Onkelz und zugleich das zwölfte Livealbum der Gruppe. Es wurde am 11. Dezember 2020 über das bandeigene Label Matapaloz als Blu-ray Disc und DVD veröffentlicht. Von der FSK ist das Album ab 12 Jahren freigegeben.

## Inhalt
Der 167-minütige Konzertfilm zeigt den Auftritt der Band im Jahr 2018 im Waldstadion in Frankfurt am Main vor rund 60.000 Fans. Dabei spielte sie insgesamt 32 Songs von nahezu allen ihrer bis dato veröffentlichten Studioalben. Bei dem Lied Koma – Eine Nacht die niemals endet ist auch der Frankfurter Rapper Moses Pelham vertreten.

## Covergestaltung
Das Albumcover zeigt das Bild eines Adlers mit weißem Kopf und ausgebreiteten Flügeln, der zwei Hämmer in seinen Krallen trägt. Über bzw. unter dem Adler befinden sich die orangen Schriftzüge Böhse Onkelz und Waldstadion, während der Zusatz Live in Frankfurt 2018 in Weiß am unteren Bildrand steht. Im Hintergrund sind die Ränge des Waldstadions zu sehen und im oberen Teil des Covers befindet sich zudem der typische Schriftzug böhse onkelz in Weiß auf schwarzem Untergrund.

## Titelliste
| DVD 1 | DVD 2 |
| --- | --- |
| 1. Intro 2. Hier sind die Onkelz 3. 10 Jahre 4. Finde die Wahrheit 5. Lack + Leder 6. Leere Worte 7. Fahrt zur Hölle 8. Narben 9. Gehasst, verdammt, vergöttert 10. Heilige Lieder 11. Buch der Erinnerung 12. Auf die Freundschaft 13. Ich bin in dir 14. Koma – Eine Nacht die niemals endet (feat. Moses Pelham) 15. Keine ist wie du 16. So sind wir 17. Der Platz neben mir (Part I+II) | 1. Es ist sinnlos mit sich selbst zu spaßen 2. Keine Amnestie für MTV 3. Bomberpilot 4. Stand der Dinge 5. Kirche 6. Stunde des Siegers 7. Terpentin 8. Auf gute Freunde 9. Nichts ist für die Ewigkeit 10. Wir ham’ noch lange nicht genug 11. Könige für einen Tag 12. Wieder mal ’nen Tag verschenkt 13. Mexico 14. Erinnerungen 15. Outro/Abspann Bonus 1. Der Kreis schließt sich 2. Moses Pelham 3. Eine andere Überraschung |

## Chartplatzierungen
Waldstadion – Live in Frankfurt 2018 stieg am 18. Dezember 2020 auf Platz fünf in die deutschen Albumcharts ein und konnte sich eine Woche in den Top 10 sowie sechs Wochen in den Top 100 platzieren. In Österreich wurde das Album in den Musik-DVD-Charts gelistet und erreichte hier Rang eins. 2021 platzierte sich Waldstadion – Live in Frankfurt 2018 auf Rang 93 der deutschen Album-Jahrescharts.
| ChartsChartplatzierungen | Höchstplatzierung | Wochen |
| ------------------------ | ----------------- | ------ |
| Deutschland (GfK)        | 5 (6 Wo.)         | 6      |

| ChartsChartplatzierungen | Höchstplatzierung | Wochen |
| ------------------------ | ----------------- | ------ |
| Österreich (Ö3)          | 1 (4 Wo.)         | 4      |

| ChartsJahrescharts (2021) | Platzierung |
| ------------------------- | ----------- |
| Deutschland (GfK)         | 93          |